# Selo (Tawangharjo)
Selo is een bestuurslaag in het regentschap Grobogan van de provincie Midden-Java, Indonesië. Selo telt 8414 inwoners (volkstelling 2010).